# Wilhelm Hanstein

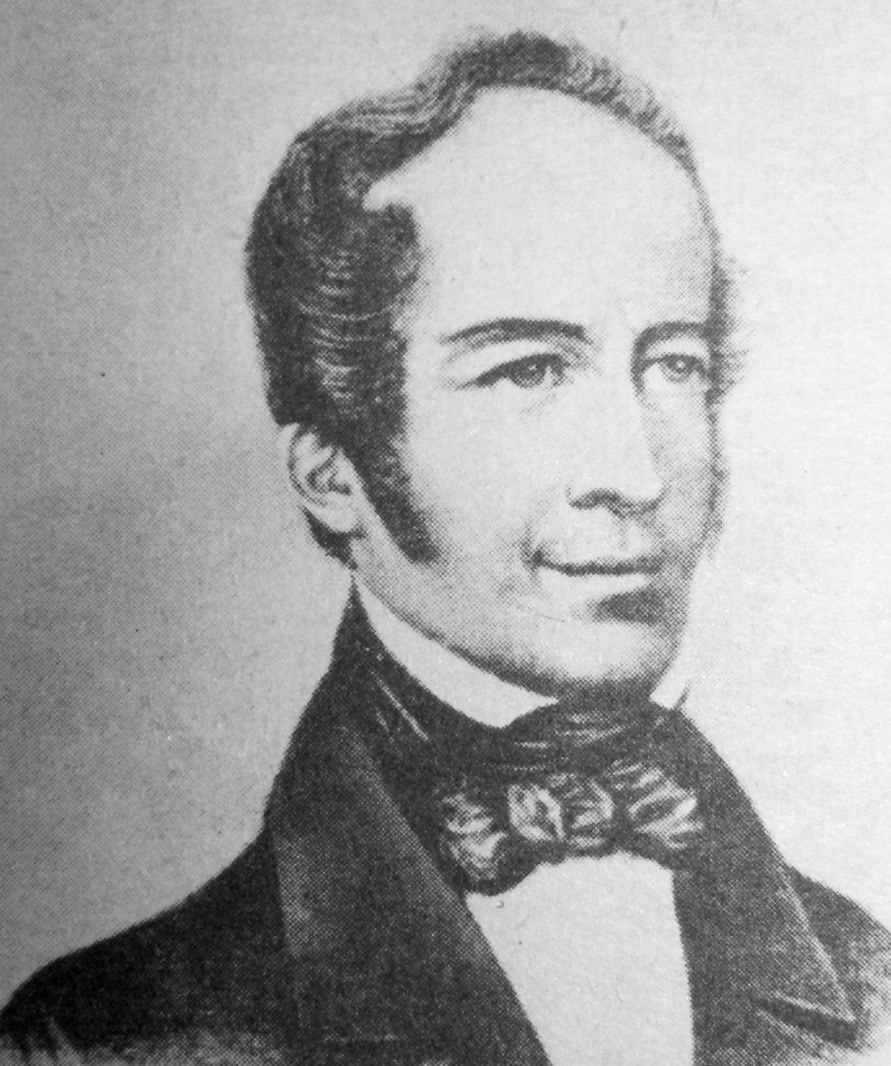
Wilhelm Hanstein

Wilhelm Hanstein (* 3. August 1811 in Berlin; † 14. Oktober 1850 in Magdeburg) war ein deutscher Schachspieler und gehörte zu den Meistern der einflussreichen Berliner Schachschule. Er zählte zu den stärksten Schachspielern seiner Zeit.

## Leben
Hanstein wurde 1811 in Berlin als Sohn des evangelischen Theologen und Oberkonsistorialrats Gottfried August Ludwig Hanstein geboren.
Sein schachlicher Lehrer war Ludwig Bledow. Unter den erwähnten Berliner Meistern waren u. a. sein häufiger Partiegegner Tassilo von Heydebrand und der Lasa sowie Hansteins Vetter Carl Mayet. Hanstein galt als Eröffnungskenner und arbeitete zeitweise an dem auf Paul Rudolph von Bilguer zurückgehenden Handbuch des Schachspiels mit (der Hauptverfasser war von Heydebrand und der Lasa). Nach dem Tode Bledows im Jahr 1846 übernahm er schließlich die Redaktion der Berliner Schachzeitung.
Von ihm sind zwei Wettkämpfe bekannt. Er gewann 1842 gegen Carl Ferdinand Jänisch 4 : 1 bei nur einem Remis und 1847 gegen Carl Mayet 12 : 5 bei ebenfalls einem Remis.
Im Jahr 1848 wurde Hanstein, der Jurist war, als Regierungsrat nach Magdeburg berufen. Dort verstarb er zwei Jahre später im Alter von 39 Jahren an einer Krankheit.
Nach Hanstein ist eine Variante des Königsspringergambits benannt. Das Hanstein-Gambit entsteht nach den Zügen 1. е2-е4 е7-е5 2. f2–f4 e5xf4 3. Sg1–f3 g7–g5 4. Lf1–c4 Lf8–g7, wenn Weiß, anstelle h2–h4 zu ziehen, seine Entwicklung fortsetzt und danach die feindlichen Bauern mit g2–g3 angreift.